# Dessau-Roßlau
Dessau-Roßlau este o district urban care s-a format la data 30.06.2007 și cuprinde orașele Dessau,  Roßlau și o parte din fostul district Anhalt-Zerbst din landul Saxonia-Anhalt, Germania.
1. ↑  Alle politisch selbständigen Gemeinden mit ausgewählten Merkmalen am 31.12.2018 (4. Quartal) (în germană), Statistisches Bundesamt[*], arhivat din original la 10 martie 2019, accesat în 10 martie 2019